# Cécile Sauvage
Cécile Sauvage (La Roche-sur-Yon, 1883 – 26 agosto 1927) è stata una poetessa francese.

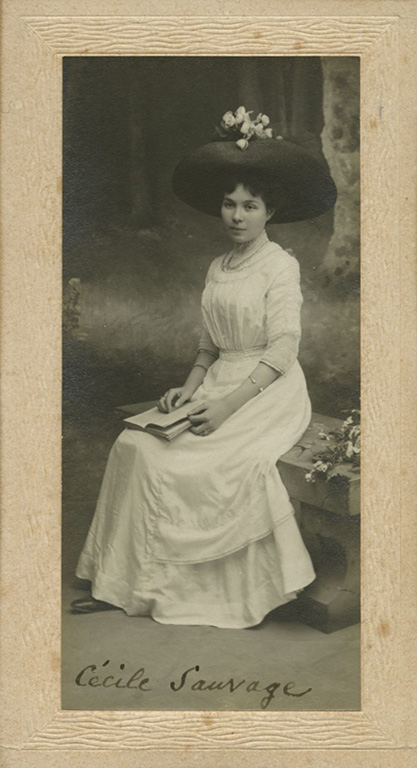
Una foto della poetessa nel Musée Gassendi (Digne-les-Bains)

Poetessa, madre di Olivier Messiaen, visse a Saint-Étienne. I soggetti principali della sua poesia sono la gioia della maternità e la semplicità della natura. La sua opera fu valorizzata dallo scrittore Henri Pourrat che la salutò come la nuova Marceline Desbordes-Valmore. Per una curiosa coincidenza la gravidanza del figlio Olivier ispirò a Cécile Sauvage la raccolta intitolata L'âme en bourgeon, e diversi anni dopo il figlio omaggiò la madre registrando una serie di improvvisazioni organistiche ispirate dalla loro lettura.

## Opere
L'opera omnia di Cécile Sauvage è stata pubblicata nel 2002 dalla casa editrice La Table Ronde, ISBN 2-7103-2471-7
Le raccolte di poesie da lei scritte sono:
- Tandis que la terre tourne
- L'âme en bourgeon
- Mélancolie
- Fumées
- Le vallon
- Primevère